# Ogień

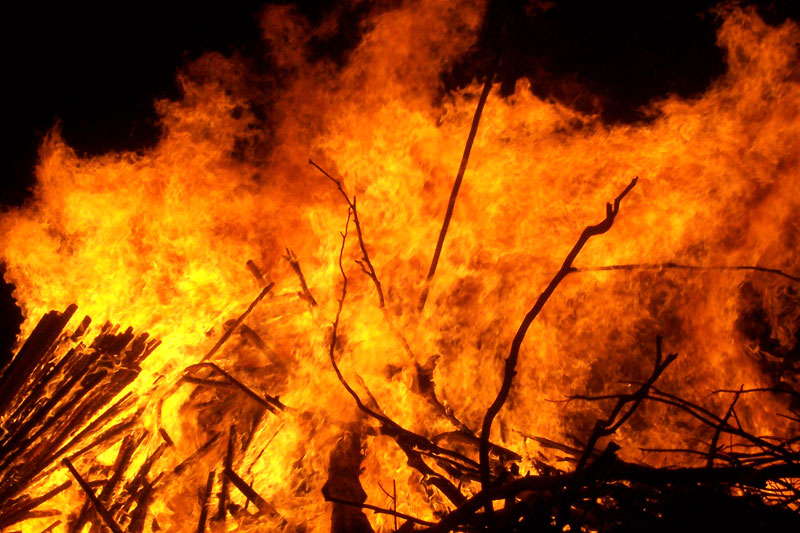
Pożar

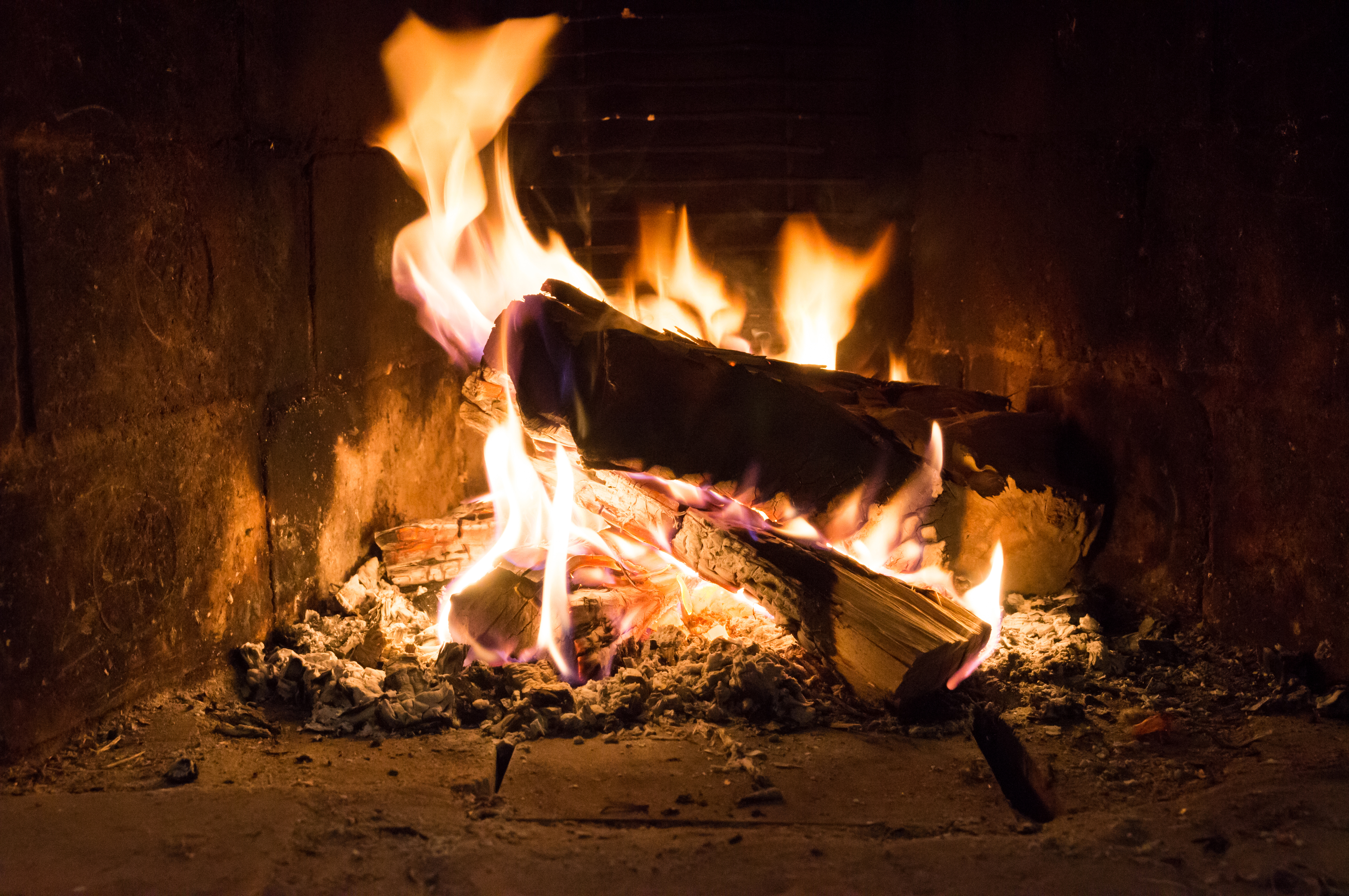
Ogień w kominku

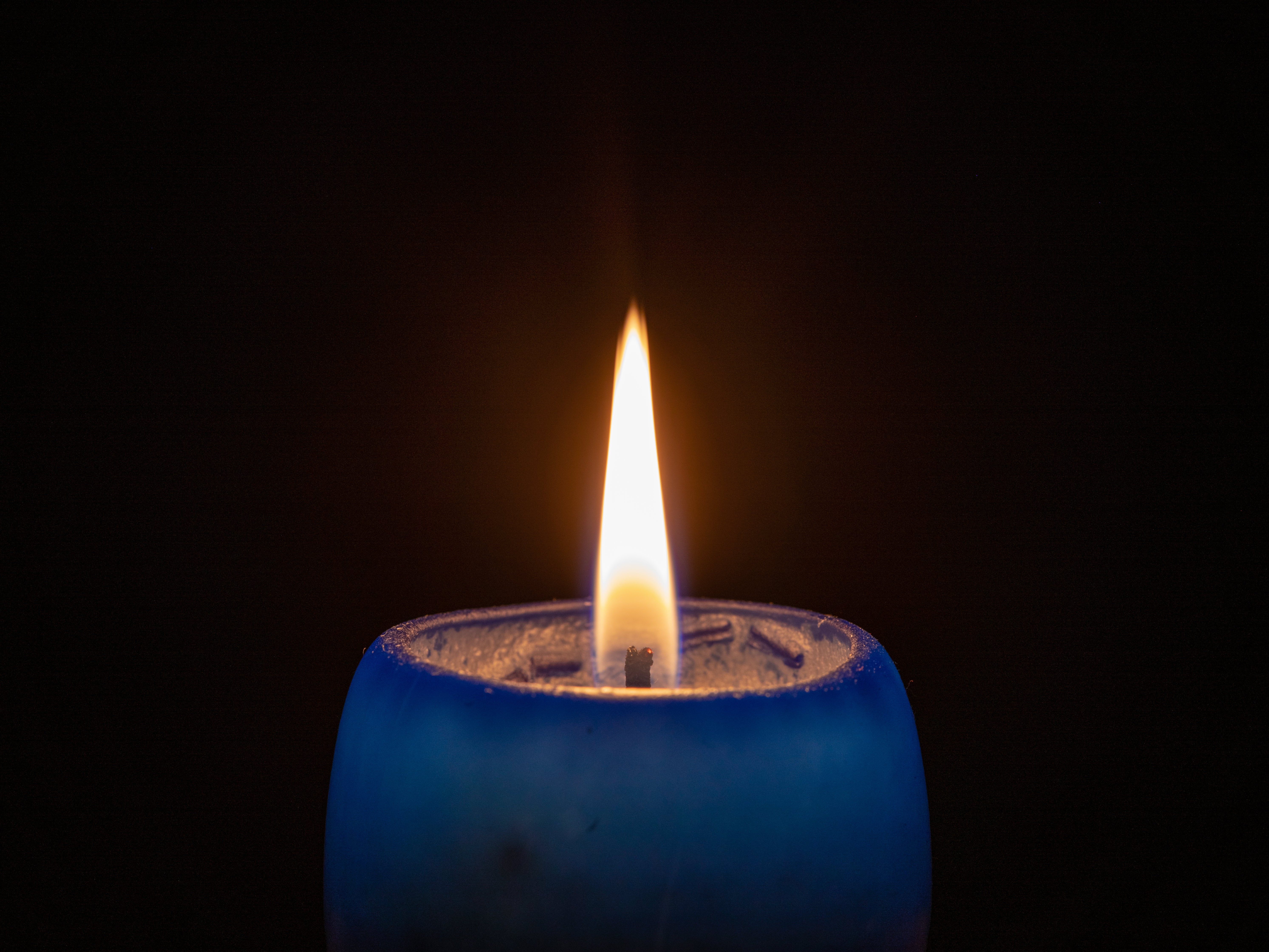
Paląca się świeczka

Jedzenie gotowane w kotłach na ognisku

Ogień – suma obserwowalnych zjawisk towarzyszących fizyczno-chemicznemu procesowi spalania, a przede wszystkim:
- emisja promieniowania widzialnego – światła w postaci charakterystycznych rozbłysków dynamicznie przemieszczających się pod wpływem ruchów rozgrzanego powietrza, zwanych płomieniami;
- emisja promieniowania elektromagnetycznego dowolnej częstotliwości – ciepła;
- emisja akustyczna – dźwięki towarzyszące spalaniu: trzaski, syk itp.

Ogień nie jest plazmą, ma zbyt niską temperaturę, by nią być (niezależnie od spalanego materiału). Choć z fizyczno-chemicznego punktu widzenia nie stanowi jednolitego zjawiska, ale koincydencję różnych zjawisk, w kulturze utrwaliło się odbieranie ognia jako pojedynczego, spójnego bytu. W kulturze, literaturze, także w tradycyjnej filozofii i religii jest nazywany żywiołem, jednym z czterech, obok wody, powietrza i ziemi, elementów składowych świata. Ma rozległe znaczenie kulturowe i cywilizacyjne (omówione dalej).

## Ogień w ujęciu fizyko-chemicznym
Z fizyczno-chemicznego punktu widzenia ogień powstaje w wyniku gwałtownego procesu utleniania łatwopalnych gazów pochodzących z materiału palnego. Proces ten rozpoczyna się w momencie dostarczenia materiałowi palnemu wstępnego impulsu w postaci porcji energii (pochodzącej np. z płonącej zapałki bądź zapalniczki) i jest następnie podtrzymywany przez samoczynne uwalnianie się energii cieplnej.
Płomień jest to mieszanina świecących gazów i cząstek ciał stałych (np. sadza). Energia powstająca w procesie spalania, oprócz energii cieplnej, rozprasza się w postaci promieniowania elektromagnetycznego, w tym energii świetlnej, na którą składają się:
- promieniowanie ciała doskonale czarnego, emitowane przez rozgrzane cząstki sadzy,
- fotony emitowane w wyniku przejść cząsteczek i atomów ze stanów wzbudzonych do stanów podstawowych.

Większa część powstającego promieniowania to promieniowanie widzialne i podczerwone.

## Ogień w kontekście cywilizacji technicznej

Rozniecanie ognia przez pocieranie o siebie kawałków drewna

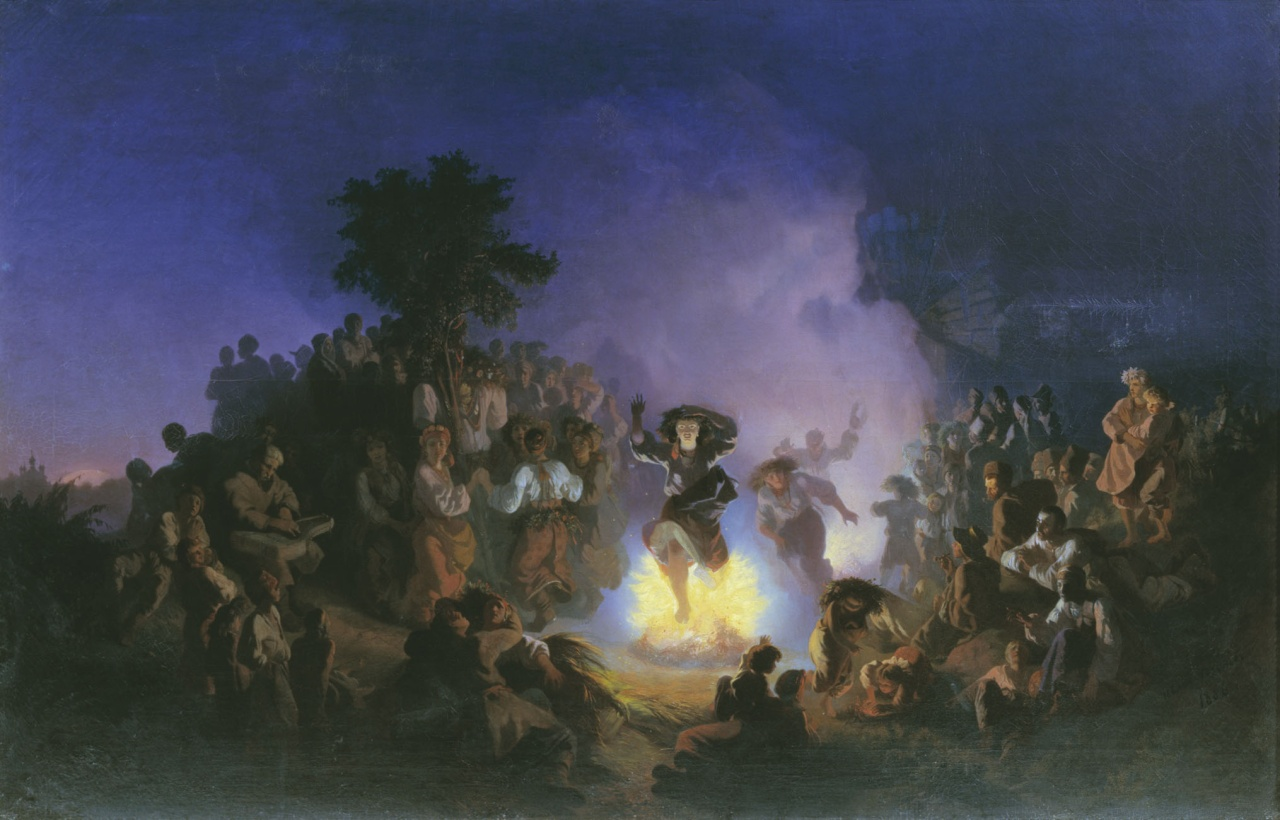
W niektórych kulturach skok przez ogień uznawany jest za oczyszczający. Na ilustracji obraz Iwana Sokołowa z 1856 roku, przedstawiający Noc Kupały

Ogień to jedno z fundamentalnych odkryć okresu prehistorii. Początkowa umiejętność podtrzymywania ognia pochodzącego z zapłonów naturalnych została przez naszych przodków udoskonalona o umiejętność rozniecania ognia: kontrolowanego wywoływania zapłonu. Wywoływano to przez tarcie (np. z wykorzystaniem tzw. łuku ogniowego), lub krzesanie iskier powstających przy uderzaniu o siebie dwóch krzemieni, ew. pirytu i krzemienia (później – stali i krzemienia). Umiejętność rozniecania ognia była doskonalona przez wszystkie epoki i także współcześnie obok sposobów znanych od stuleci (zapałki) lub dziesięcioleci (zapalniczki benzynowe czy gazowe) pojawiają się kolejne rozwiązania (np. piezoelektryczny iskrownik do zapalania płomienia kuchenki gazowej).
W całej historii cywilizacji, od prehistorii poprzez wszystkie epoki aż do dziś, ogień odegrał niezwykle ważną rolę jako źródło światła i ciepła. Dzięki obecności ognia w cywilizacji zmieniło się nie tylko bezpośrednio życie w każdym domu (stąd nazwanie go „ogniskiem domowym”), ale też powstały całe gałęzie gospodarki wykorzystujące ogień. Najważniejsze z nich to:
- ceramika: utrwalanie przedmiotów uformowanych z kopalnej gliny i doprowadzanie ich do stanu trwałej wodoodporności poprzez spiekanie w ogniu; oprócz ceramiki użytkowej (naczynia, ozdoby, przedmioty użytkowe) wielkie znaczenie miała ceramika budowlana (produkcja cegieł, dachówek)[6],
- wyrób szkła: wytwarzanie szkła poprzez przetapianie w ogniu krzemionki (tlenku krzemu SiO2) z odpowiednimi dodatkami oraz formowanie z niego wielu przedmiotów użytkowych (np. naczynia, lustra, ozdoby), technicznych (np. izolatory instalacji elektrycznych) oraz materiałów budowlanych (szyby, luksfery)[7],
- metalurgia: wytop metali z rud kopalnych oraz późniejsza obróbka cieplna metali: odlewnictwo, odpuszczanie i wyżarzanie po obróbce mechanicznej, w stosunku do stali – także hartowanie[8].

## Ogień w kontekście kulturowym

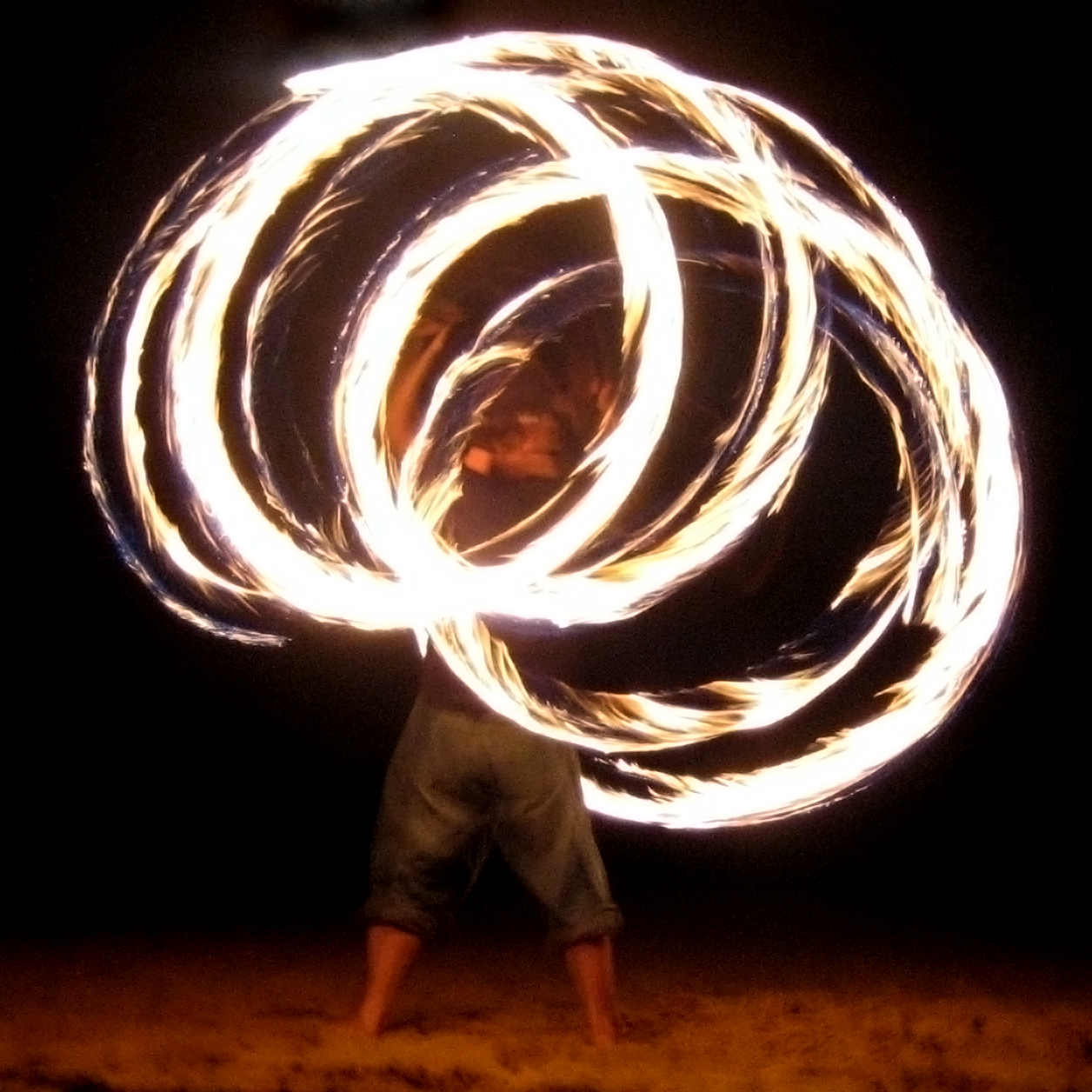
Taniec ognia

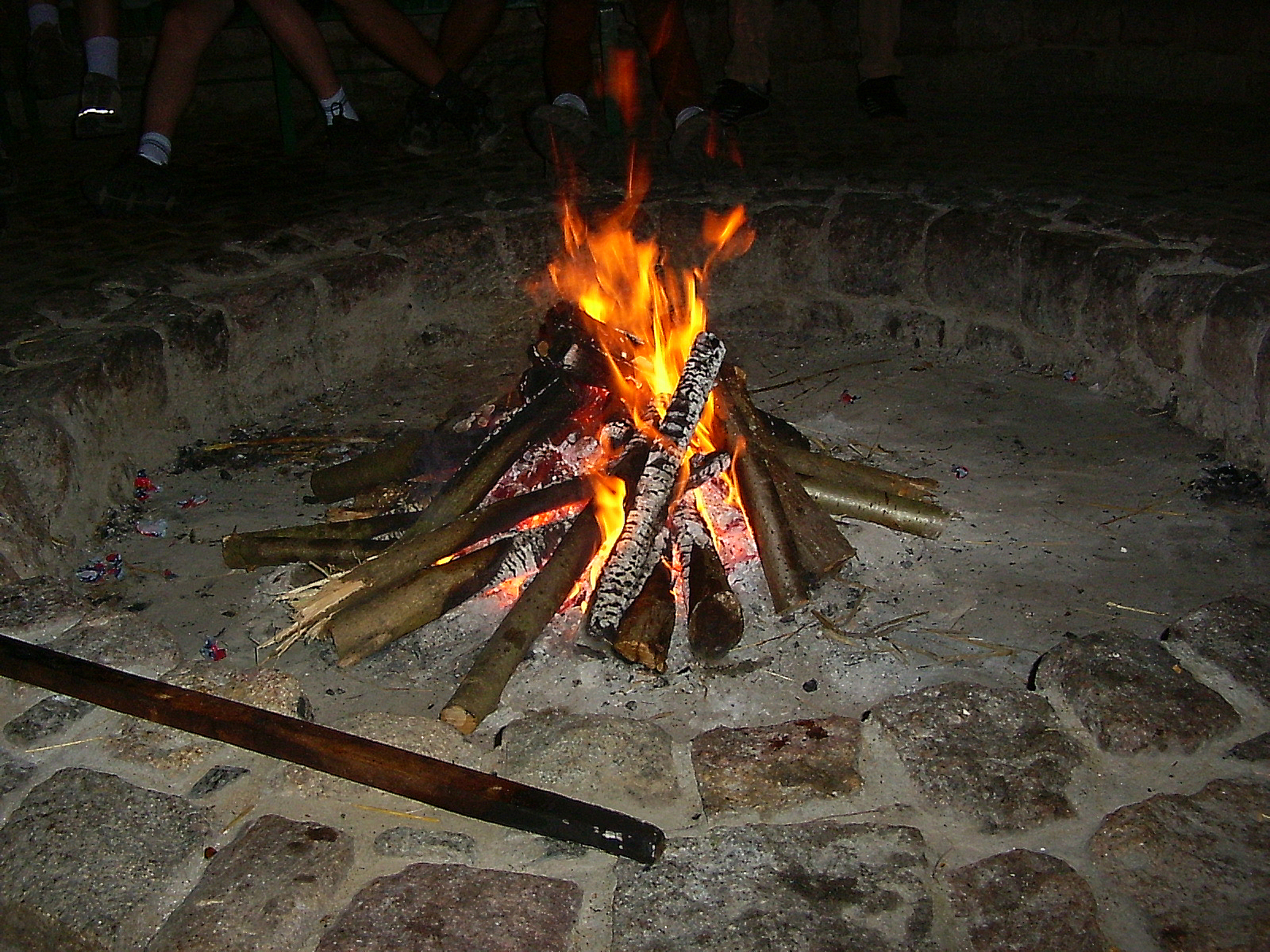
Ognisko

Według mitologii greckiej to Prometeusz wykradł bogom ogień i nauczył ludzi, jak go używać.
Heraklit z Efezu, któremu przypisuje się sformułowanie myśli, że wszystko płynie (gr. τα πάντα ρει και ουδέν μένει), za zasadę wszechrzeczy uznał właśnie ogień (choć nie należy tego rozumieć dosłownie, inaczej niż dla fizyków jońskich ogień jest dla Heraklita tylko symbolem arche): Tego świata, jednego i tego samego świata wszechrzeczy, nie stworzył ni żaden z bogów, ani żaden z ludzi, lecz był on, jest i będzie wiecznie żyjącym ogniem zapalającym się według miary i według miary gasnącym. Heraklit twierdził, że symbolem zmienności, dynamiki, powstawania i ginięcia, konfliktu i walki jest wieczny ogień, który jako błyskawica stanowi przyczynę i rozumnie kieruje całością wszechrzeczy.
Ogień był też uważany za jeden z czterech żywiołów w klasycznej koncepcji Empedoklesa, rozwiniętej następnie przez Arystotelesa. Z kolei w Chinach ogień był jednym z pięciu żywiołów (obok wody, drewna, metalu i ziemi). Jest czczony w zaratusztrianizmie, w hiduizmie czczony jako Agni. W wierzeniach islamskich występują dżinny – demony i duchy powstałe z czystego ognia bez dymu, popularne w ludowej tradycji muzułmańskiej: bohaterem w jednej bardziej znanych opowieści Księgi tysiąca i jednej nocy jest Aladyn, który staje się właścicielem zaczarowanej lampy, zamieszkiwanej przez potężnego, spełniającego życzenia dżinna.
Ogień w różnych kulturach i epokach miał przypisane znaczenia symboliczne; był np. symbolem życia, energii witalnej (lub po prostu – energii), pierwiastka męskiego. Ogień bywał też źródłem katastrof: pożarów, stąd – oprócz symboliki pozytywnej – bywa w różnych kulturach symbolem gwałtowności wzbudzającej grozę.